# Криуля
Криуля — деревня в Тарногском районе Вологодской области.
Входит в состав Маркушевского сельского поселения, с точки зрения административно-территориального деления — в Маркушевский сельсовет.
Расстояние по автодороге до районного центра Тарногского Городка — 20 км, до центра муниципального образования Заречья — 4 км. Ближайшие населённые пункты — Черняково, Черепаниха, Кузнецовская, Милогорская, Пар.
По переписи 2002 года население — 42 человека (20 мужчин, 22 женщины). Всё население — русские.